# الفجر هنا هادئ (فلم 2015)
الفجر هنا هادئ (الروسية: А зори здесь тихие) هو فيلم أكشن درامي روسي تم إنتاجه في سنة 2015 وهو من إخراج رينات دافليتياروف وبطولة بيوتر فيودوروف وأناستازيا ميكولشينا وإيفيجينيا مالاخوفا وكرستينا أسموس وصوفيا ليبيديفا وأغينا كوزنتسوفا وإيكاترينا فيلكوفا وداريا موروز وأناتولي بيلي، قصة الفيلم مأخوذة من الفيلم السوفيتي الفجر هنا هادئ والذي تم إنتاجه في سنة 1972.

## القصة
تتكلم قصة الفيلم عن رقيب في الجيش السوفيتي خلال الحرب العالمية الثانية يقود فصيلًا مسلحًا مضادًا للطائرات مكونًا كله من 5 نساء، تحاول القوات الألمانية بعد ذلك جاهدة العثور عليهم وقتلهم في وسط الغابة.

## البطولة
- بيوتر فيودوروف بدور فيدوت فاسكوف
- أناستازيا ميكولشينا بدور ريتا أوسيانينا
- إيفيجينيا مالاخوفا بدور جينيا كوميلكوفا
- كريستينا أسموس بدور غاليا تشيتفيرتاك
- أغنيا كوزنتسوفا بدور سونيا غورفيتش
- صوفيا ليبيديفا بدور ليزا بريشكينا
- إيكاترينا فيلكوفا بدور ستارشي كريانوفا
- داريا ماروز بدور ماريا فارتيري
- أناتولي بيلي بدور العمدة

## التقييم
حصل الفيلم على تقييم 6.6 من 10 في موقع قاعدة بيانات الأفلام على الإنترنت.

## وصلات خارجية
- مقالات تستعمل روابط فنية بلا صلة مع ويكي بيانات

- الفجر هنا هادئ على قاعدة بيانات الأفلام على الإنترنت